# Mancomunitat Intermunicipal de l'Alt Palància
La Mancomunitat Intermunicipal de l'Alt Palància és una mancomunitat de municipis a la comarca de l'Alt Palància. Aglomera 13 municipis i 10.561 habitants en una extensió de 583,30 km². Actualment (2007) la mancomunitat és presidida per Luis Navarro Murria, dels PSPV-PSOE i regidor de l'ajuntament d'Assuévar. Té delegades les competències de:
- béns
- camins rurals
- centre ocupacional
- indústria
- neteja viaria i recollida de fem
- paper-cartró
- vidre
- serveis socials
- tercera edat

Els municipis que formen la mancomunitat són:
- Altura
- Assuévar
- Castellnou
- Caudiel
- Xóvar
- Geldo
- Xèrica
- Pina
- Soneixa
- Sot de Ferrer
- Teresa
- El Toro
- Viver